# Joseph Balsamo
Joseph Balsamo é um romance histórico de Alexandre Dumas. 
É a primeira parte de uma série de livros intitulada "Memórias de um Médico" que é seguida por O Colar da Rainha, Ange Pitou e A Condessa de Charny. Foi escrito em colaboração com Auguste Maquet e apareceu sob forma de folhetim no jornal La Presse entre 1846 e 1849. A coleção enfoca a série de acontecimentos que dão origem e deflagram a Revolução Francesa, desde a chegada de Maria Antonieta à França para seu casamento com o delfim Luís, mais tarde rei Luís XVI. Este primeiro livro aborda justamente os acontecimentos que ocorrem à época deste casamento. 

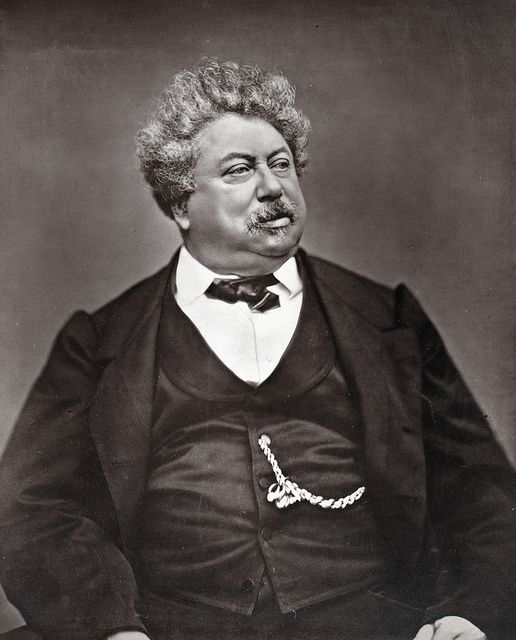
Alexandre Dumas

## Contexto histórico
A ação do romance situa-se perto do final do reinado de Luís XV da França, entre 1770 e 1774.

## O romance

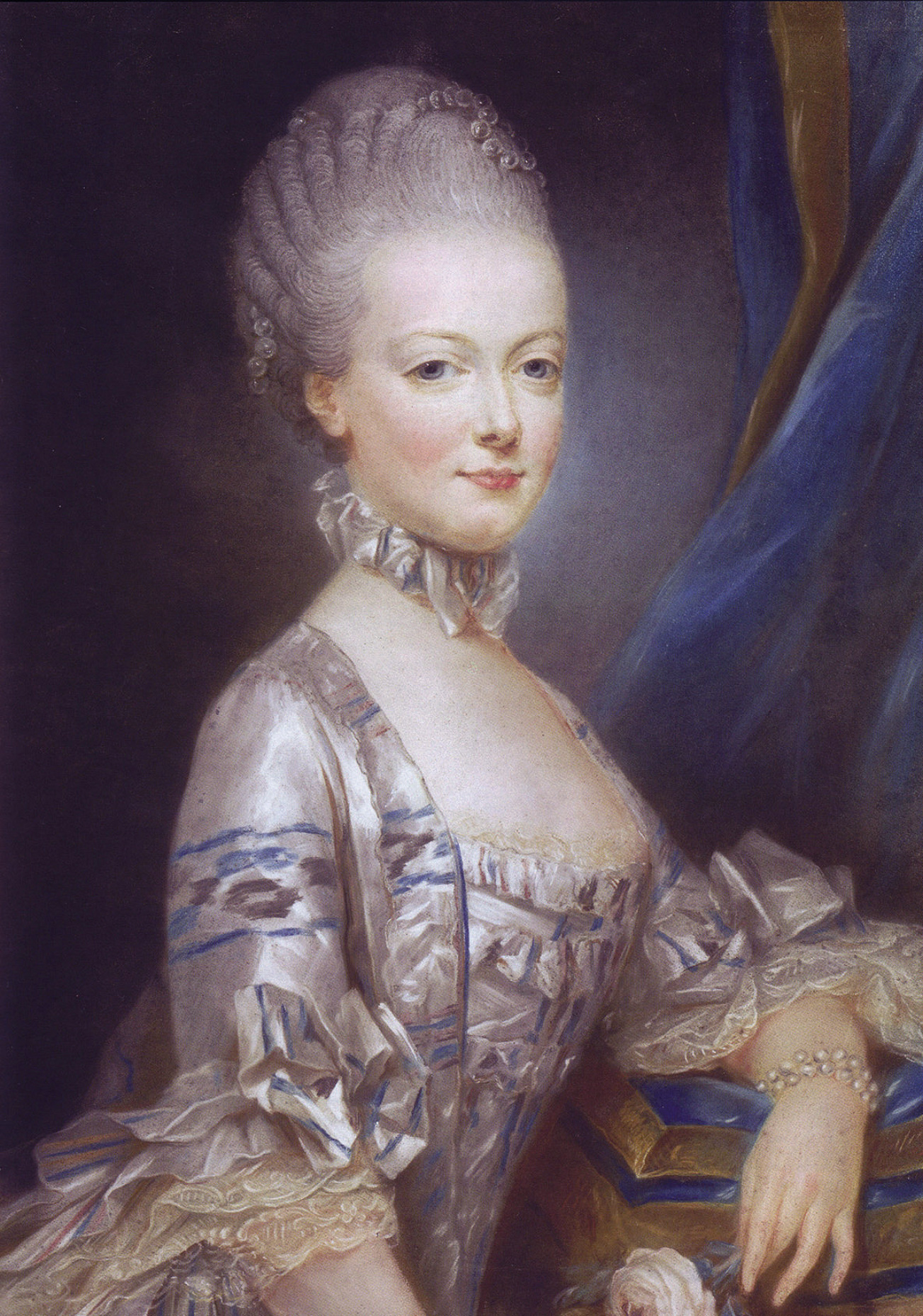
Maria Antonieta (1769)

O romance começa mostrando em seu prólogo a iniciação de Joseph Balsamo (Cagliostro) em uma seita secreta (no caso, a maçonaria) que se reúne no Monte Tonnerre. Após a cerimônia, reunido apenas com os principais cabeças, promete destruir as monarquias do mundo, começando pela principal e mais poderosa, a francesa.
A história vai apresentando seus personagens enquanto segue o caminho de Maria Antonieta, herdeira da casa austríaca e filha mais nova de Maria Teresa de Habsburgo, em sua entrada por terras francesas, rumo a Paris, para unir-se ao então delfim Luís, neto do rei Luís XV. Os personagens vão envolvendo-se nesta história de intrigas onde Joseph Balsamo manipula todos para atingir seus objetivos, notadamente os Taverney, uma família aristocrática falida que vive no campo e a quem Maria Antonieta jura proteger, e o jovem Gilbert, serviçal dos Taverney e apaixonado 
por Andrée de Taverney desde criança, que ele acaba por violar e engravidar. 
Um dos pontos principais da tragédia é que muitos dos fatos acontecem malgrado alguns dos personagens, já que muitos deles são hipnotizados por Cagliostro e sofrem as consequências de fatos de que nem ao menos tem consciência. É o caso de Andrée, por exemplo, que é violada por Gilbert quando em transe e que desconhece até a paternidade do filho que espera. 

### Personagens
- Joseph Balsamo - adota diversos nomes: Cagliostro, Conde de Fênix, Acharat. É filiado à maçonaria, iluminista e jura derrubar a monarquia francesa, usando de todos os meios que estiverem a seu alcance.
- O alquimista Althotas, mestre de Balsamo
- Lorenza Feliciani, esposa de Balsamo contra sua vontade.

- Os Tavernay :
  - Andrée - filha do barão de Taverney foi educada para considerar qualquer pessoa fora de sua classe como inferior, quase uma coisa. Mas tem bom coração, que mostra quando interpelada pelo irmão.
  - Philippe - filho do barão de Taverney e oficial encarregado de fazer a escolta de Maria Antonieta até Paris. Como ela havia prometido fazer a fortuna do primeiro francês com que cruzasse, passa a ter sua vida e a de toda a sua família ligada à princesa.
  - O barão de Tavernay - Dumas se propos a fazer deste personagem o arquétipo da aristocracia reacionária que a revolução crescente vai logo varrer. Ele odeia os filósofos, que julga responsáveis pela decadência da sociedade, despreza o filho, partidário das novas idéias que encaram os homens como irmãos, declara-se a favor da escravatura e considera os africanos "uma raça de macacos". Neto de escravos, Dumas era ele mesmo vítima desse gênero de preconceitos racistas, apesar de ser rara uma alusão a isso como é feita neste livro.

- Gilbert - antigo empregado dos Tavernay. Apesar de pobre de nascença é inteligente e busca ascender socialmente. É abandonado ao destino, quando a família muda-se para Paris, os segue a pé, encontra os du Barry e finalmente vai trabalhar para Jean Jacques Rousseau, seu maior ídolo.

### Alguns personagens históricos que aparecem no livro
- Jean Jacques Rousseau • Luís XV • Luís XVI • Maria Antonieta • Madame du Barry • Cagliostro • Duque de Choiseul • Luísa Maria de França • Cardeal de Rohan (vide o Caso do colar de diamantes) • Jean-Paul Marat

## "Joseph Balsamo" - uma síntese das origens da Revolução Francesa
"Joseph Balsamo" faz das características dos dois personagens principais da novela, Gilbert e Andrée, uma síntese dos aspectos que levaram a França à Revolução. Em Andrée, membro da nobreza decadente do Antigo Regime, podemos ver a altivez, o orgulho, o conceito de castas e a cegueira na forma de encarar a plebe, como os principais fatores que dominam seus primeiros impulsos. Predominantemente boa, Andrée, de certa forma, sabota suas ações e, através delas, gera o ódio e a amargura em Gilbert, por não conseguir entendê-lo e aceitá-lo, e assim sela seu destino. Já Gilbert simboliza a pobreza ambiciosa e parca de recursos, ferido por não perceber naqueles que poderiam identificar suas qualidades qualquer atenção ou simpatia por estas mesmas qualidades. Sonhador, é encarado por Andrée como ocioso. Devido à indiferença da amada e à forma desdenhosa como esta encara suas mais profundas aspirações e até mesmo suas necessidades básicas (sem perceber que, por criação, Andrée, não possui a capacidade de encarar qualquer ser humano tido como inferior como seu igual), Gilbert passa pelos degraus que o levam do amor incondicional até a amargura, ao ódio insano, ao desejo de vingança e de destruição da mulher amada.

## Adaptações
- "Joseph Balsamo" (1973), mini-série feita para TV, de André Hunebelle em sete episódios com Jean Marais no papel de Balsamo.